# Labastide-sur-Bésorgues
Labastide-sur-Bésorgues è un comune francese di 236 abitanti situato nel dipartimento dell'Ardèche della regione dell'Alvernia-Rodano-Alpi.

## Società

### Evoluzione demografica
Abitanti censiti